# Isperich
Isperich (Bulgaars: Исперих, Turks: Kemallar) is een stad met 7.928 inwoners in het noordoosten van Bulgarije in de oblast Razgrad. Het is de hoofdplaats van de gelijknamige gemeente Isperich. Tijdens de Ottomaanse bezetting heette deze plaats Kemallar. De huidige naam is vernoemd naar de  leider van de  Donaubulgaren, kan Asparoech, uit de eerste helft van de 7e eeuw. Isperich heeft sinds 31 januari 1960 officieel een stadsstatus, daarvoor was het nog een dorp. 

## Geografie
Isperich bevindt zich op een heuvelachtig vruchtbaar terrein. De stad ligt op een gemiddelde hoogte van 241 meter boven de zeespiegel. De gemiddelde jaartemperatuur is 10,3 ˚C. In de buurt van het dorp Svesjtari ligt het Thracisch graf.

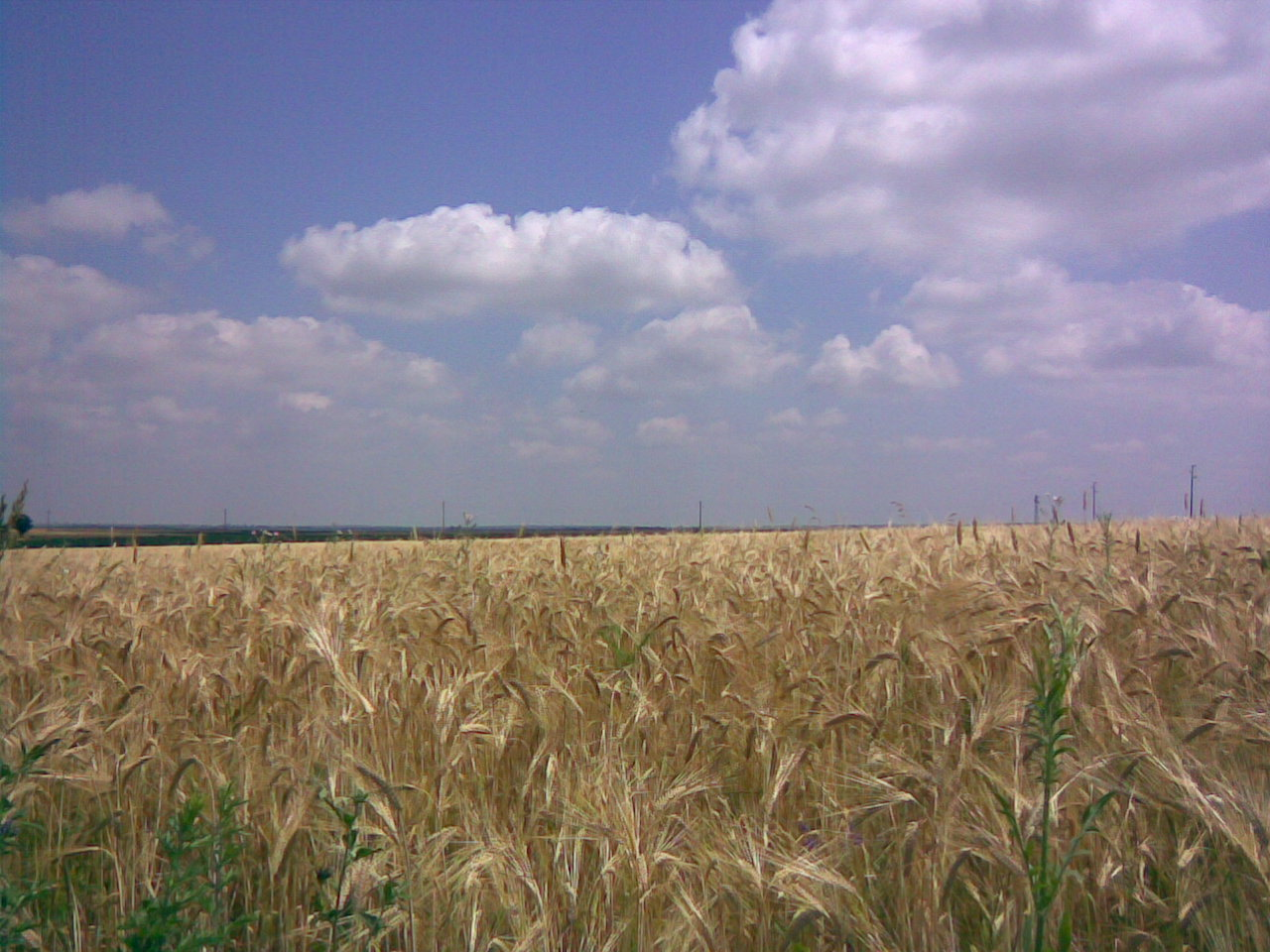
Een graanveld in de buurt van Isperich

## Bevolking
De stad Isperich en de nabijgelegen dorpen hebben sinds de val van het communisme te kampen met een intensieve bevolkingsafname, vooral vanwege emigratie.
| stad Isperich     | 3 206  | 3 579  | 6 759  | 8 453  | 10 490 | 11 221 | 10 494 | 10 000 | 8 973  | 7 984  |
| gemeente Isperich | 27 580 | 29 029 | 32 499 | 34 607 | 34 967 | 34 045 | 27 936 | 25 287 | 22 692 | 20 268 |

#### Bevolkingssamenstelling

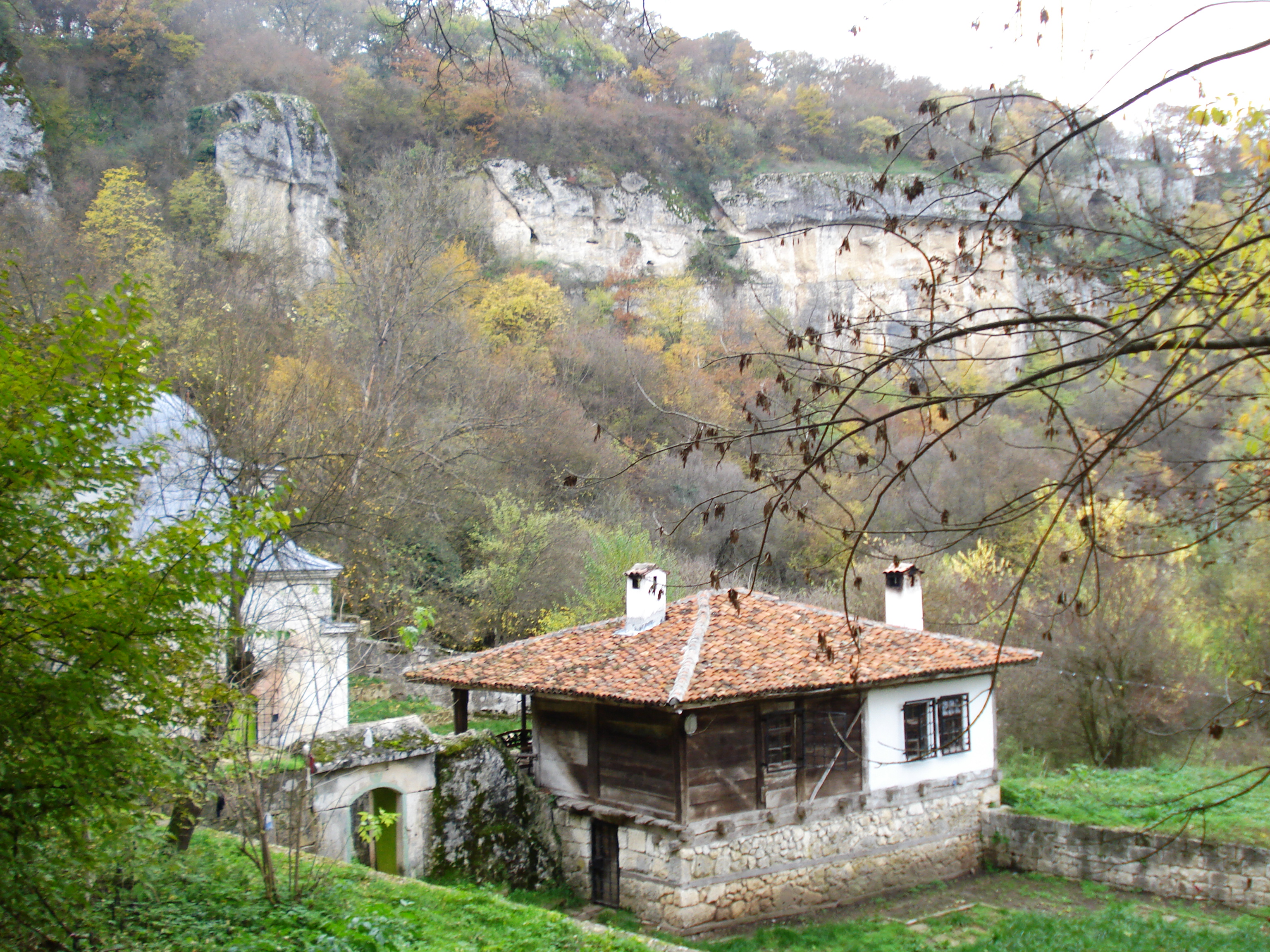
Demir Baba tekke nabij het dorp Svesjtari

De stad Isperich heeft een gemengde bevolking met een  Bulgaarse meerderheid (57%), gevolgd door grote Turkse (34%) en Romani (7%) minderheden. 
| Etnische samenstelling (in 2011) | Bulgaren | Bulgaarse Turken | Roma  | overig |
| -------------------------------- | -------- | ---------------- | ----- | ------ |
| stad Isperich                    | 4.662    | 2.799            | 598   | 79     |
| gemeente Isperich                | 5.680    | 13.180           | 1.875 | 179    |

In de gemeente Isperich, die de stad Isperich en 23 nabijgelegen dorpen omvat, wonen 20.428 mensen (op 31 december 2018). In de gemeente vormen de Bulgaarse Turken de grootste bevolkingsgroep (63%), gevolgd door Bulgaren (27%) en de  Roma (9%).

#### Religie
De islam is de grootste religie in de gemeente Isperich, met name op het platteland. Volgens de volkstelling van 2011 is zo’n 67% van de bevolking moslim. De moslims zijn hoofdzakelijk etnische  Turken en  Turkstalige  Roma. De Bulgaren in de gemeente Isperich zijn nagenoeg uitsluitend lid van de Bulgaars-Orthodoxe Kerk: zij vormen zo’n 27% van de bevolking. In de stad Isperich vormen christenen een meerderheid van de bevolking, maar de plattelandsbevolking is hoofdzakelijk islamitisch. Verder leven er kleine groepen protestanten, katholieken en mensen zonder religieuze overtuiging.

## Nederzettingen
De gemeente Isperih bestaat uit 24 nederzettingen: de stad Isperih en de onderstaande 23 dorpen
| Plaatsnaam        | Cyrillisch    | Bevolking (2018) |
| ----------------- | ------------- | ---------------- |
| Isperich          | Исперих       | 8086             |
| Podajva           | Подайва       | 1532             |
| Kitantsjevo       | Китанчево     | 1345             |
| Vazovo            | Вазово        | 978              |
| Lavino            | Лъвино        | 936              |
| Todorovo          | Тодорово      | 686              |
| Loedogortsi       | Лудогорци     | 680              |
| Jonkovo           | Йонково       | 641              |
| Svesjtari         | Свещари       | 587              |
| Goljam Porovets   | Голям Поровец | 510              |
| Doehovets         | Духовец       | 486              |
| Deltsjevo         | Делчево       | 434              |
| Belintsi          | Белинци       | 421              |
| Malko Jonkovo     | Малко Йонково | 360              |
| Dragomazj         | Драгомъж      | 352              |
| Rajnino           | Райнино       | 336              |
| Staro Selisjte    | Старо селище  | 324              |
| Malak Porovets    | Малък Поровец | 313              |
| Jakim Groevo      | Яким Груево   | 300              |
| Bardokva          | Бърдоква      | 297              |
| Sredoseltsi       | Средоселци    | 276              |
| Petsjenitsa       | Печеница      | 251              |
| Kapinovtsi        | Къпиновци     | 229              |
| Konevo            | Конево        | 68               |
| gemeente Isperich |               | 20428            |